# Brian Diemer
Brian Lee Diemer (Grand Rapids, 10 ottobre 1961) è un ex siepista statunitense, vincitore della medaglia di bronzo ai Giochi olimpici di Los Angeles 1984.

## Biografia
Ha partecipato ai Giochi olimpici di Los Angeles 1984 nei 3000 metri siepi, vincendo la medaglia di bronzo con il tempo di 8'14"06. Ha gareggiato anche ai Giochi olimpici di Seul 1988, finendo al settimo posto nella sua semifinale e mancando, quindi, l'ingresso in finale. Ha fatto la sua terza partecipazione olimpica nelle siepi a Barcellona 1992, qualificandosi in quell'occasione per la finale, nella quale è finito settimo con il tempo di 8'18"77.
Ha realizzato buone prestazioni a due Campionati del mondo dei quattro a cui ha partecipato (1983, 1987, 1991 e 1993), terminando al quarto posto nel 1987 (in 8'14"46) e al quinto posto nel 1991 (in 8'17"76).
Diemer ha vinto, inoltre, una medaglia d'oro ai Goodwill Games del 1990 ed una medaglia d'argento ai Giochi panamericani del 1995.
Al termine della carriera agonistica è diventato allenatore al Calvin College della sua città natale.

## Palmarès
| Anno | Manifestazione      | Sede          | Evento       | Risultato  | Prestazione | Note |
| ---- | ------------------- | ------------- | ------------ | ---------- | ----------- | ---- |
| 1983 | Mondiali            | Helsinki      | 3000 m siepi | Semifinale | 8'23"39     |      |
| 1984 | Giochi olimpici     | Los Angeles   | 3000 m siepi | Bronzo     | 8'14"06     |      |
| 1987 | Mondiali            | Roma          | 3000 m siepi | 4º         | 8'14"46     |      |
| 1988 | Giochi olimpici     | Seul          | 3000 m siepi | Semifinale | 8'23"89     |      |
| 1991 | Mondiali            | Tokyo         | 3000 m siepi | 5º         | 8'17"76     |      |
| 1992 | Giochi olimpici     | Barcellona    | 3000 m siepi | 7º         | 8'18"77     |      |
| 1993 | Mondiali            | Stoccarda     | 3000 m siepi | Batteria   | 9'01"88     |      |
| 1995 | Giochi panamericani | Mar del Plata | 3000 m siepi | Argento    | 8'30"58     |      |

## Altre competizioni internazionali
1985
- Argento al Prefontaine Classic ( Eugene), 3000 m siepi - 8'21"68

1987
- Argento al Memorial Van Damme ( Bruxelles), 3000 m siepi - 8'15"79
- Argento al Prefontaine Classic ( Eugene), 3000 m siepi - 8'31"13

1989
- 4º in Coppa del mondo ( Barcellona), 3000 m siepi - 8'24"52

1990
- Oro ai Goodwill Games ( Seattle), 3000 m siepi - 8'32"24